# Île Partridge (Nouveau-Brunswick)

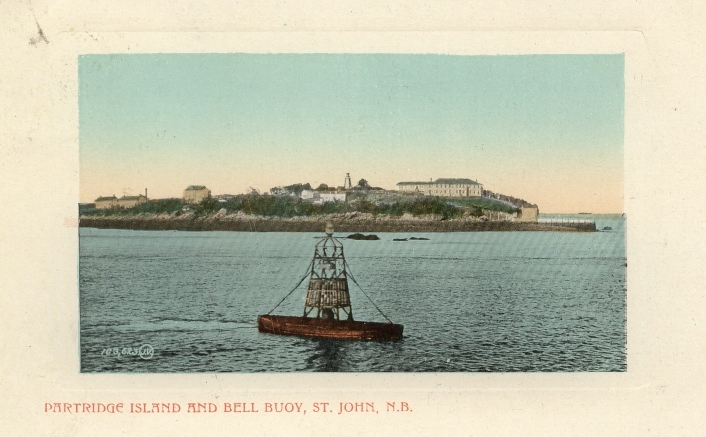
Carte postale de l'île Partridge vers 1905

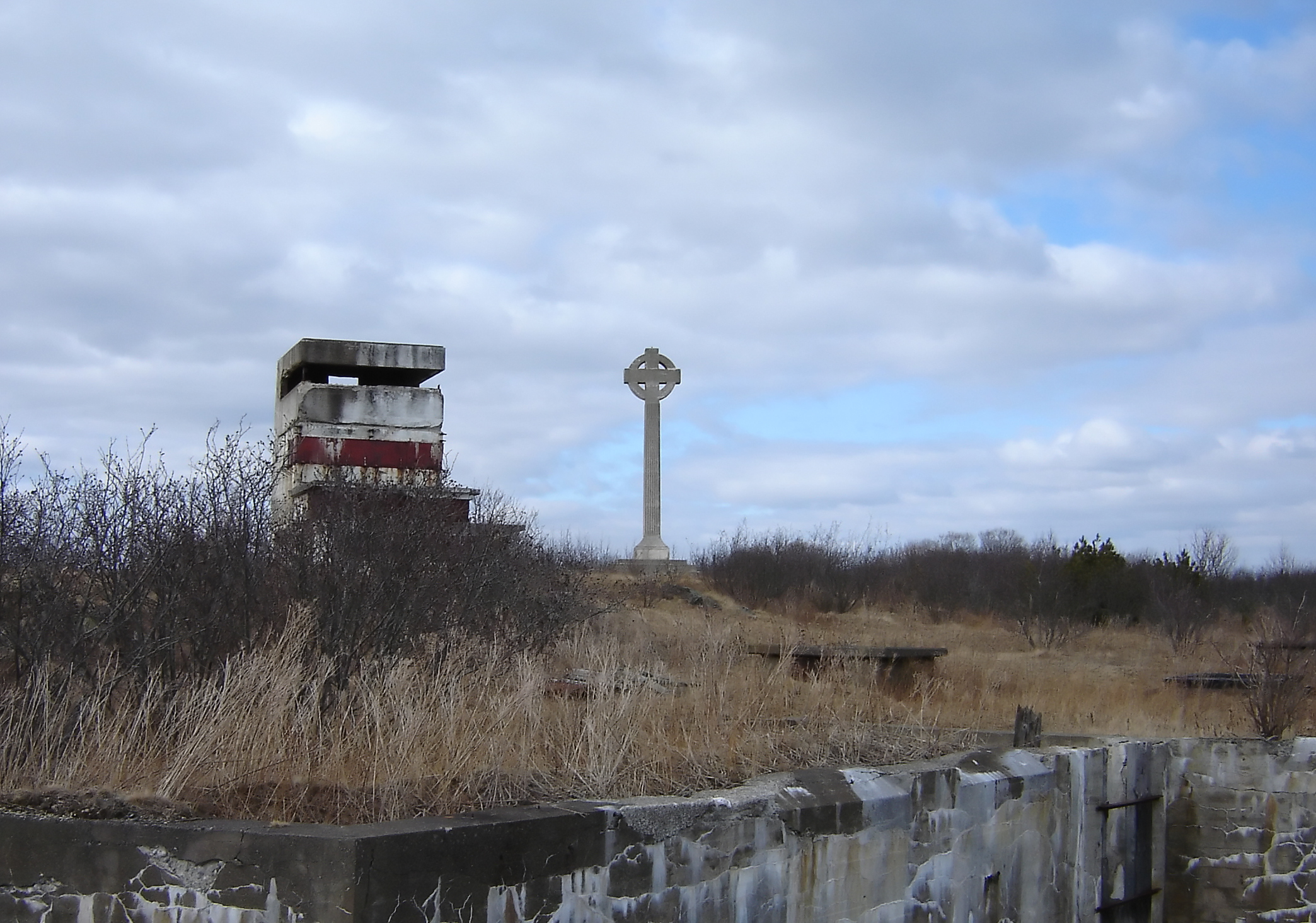
Vue de l'Île Partridge en 2006, avec la croix celtique commémorant les immigrants irlandais morts du typhus

Pour les articles homonymes, voir Partridge.
L'Île Partridge est une île du Nouveau-Brunswick, située dans la Baie de Fundy au Canada, à l'embouchure du Fleuve Saint-Jean, en face de la ville de Saint-Jean (Nouveau-Brunswick).
L'île, située à environ 1 km du rivage, est connue pour avoir été un site de quarantaine pour les immigrants à la fin du XVIIIe siècle et au XIXe siècle.

## Historique
Le site a été utilisé dès 1785 lors d'épidémies de peste.
La station de quarantaine, construite en 1830, a été reconnue lieu historique du Canada en 1974.
En 1847, sur 2 000 immigrants irlandais ayant fui la grande famine et qui y ont été placés en quarantaine, 601 sont morts du typhus.
Un mémorial aux immigrants irlandais y a été construit vers 1890. Tous les bâtiments ont été démolis en 1955 et 1999, il ne reste plus que des vestiges.
L'île est dotée d'un phare octogonal de 4 étages, construit en 1960.